# واکسن آنسفالیت کنه‌ای
 واکسن آنسفالیت کنه‌ای (منتقل شده با نیش کنه) نوعی  واکسن است که برای جلوگیری از آنسفالیت کنه‌ای (TBE) بکار می‌رود. این بیماری شرق و مرکز اروپا ، شمال آسیا بسیار شایع است. بیش از ۸۷ درصد از افرادی که واکسن دریافت می‌کنند ایمنی بدست می‌آورند. استفاده از این واکسن به دنبال گزش کنه آلوده مؤثر نمی‌باشد. این واکسن با تزریق به عضله شانه و یا عضلات شکمی تجویز می‌شود.
سازمان بهداشت جهانی (WHO) ایمن‌سازی همه افراد در مناطقی که این بیماری شایع است را توصیه می‌نماید. در غیر این صورت این واکسن فقط برای کسانی توصیه می‌شود که در معرض خطر می‌باشند. سه دوز توصیه می‌شود و پس از آن دوز اضافی هر سه تا پنج سال تجویز می‌شود. این واکسن بسته به فرمولاسیون برای افراد بیش از یک یا سه سال سن توصیه می‌شود.
عوارض جدی بسیار نادر است. عوارض جانبی جزئی ممکن است شامل تب و قرمزی و درد و خارش در محل تزریق باشد. فرمولاسیون‌های قدیمی تر معمولاً همراه با عوارض جانبی بودند. این واکسن به نظر می‌رسد در دوران بارداری امن باشد.
اولین واکسن علیه TBE در سال ۱۹۳۷ به بازار ارائه شد. این واکسن در فهرست داروهای ضروری سازمان جهانی بهداشت قرار دارد، که عبارت است از مهم‌ترین داروهای توصیه شده برای یک نظام سلامت پایه. در هر دوز این واکسن هزینه‌ای بین ۵۰ تا ۷۰ پوند انگلیس دارد. این واکسن در در ایالات متحده نیز در دسترس است.

## کاربردهای پزشکی
اثربخشی این واکسن به خوبی مستند شده‌است. همچنین نشان داده شده‌است که این واکسن برای محافظت از موش از یک چالش مرگبار با چند نمونه TBE-virus به دست آمده در طی یک دوره بیش از ۳۰ سال از سراسر اروپا و بخشی از اتحاد جماهیر شوروی سابق مؤثر می‌باشد. علاوه بر آن نشان داده شده‌است که آنتی بادی ناشی از واکسیناسیون داوطلبان انسانی توانسته است تمامی نمونه‌های ویروسی آزمایش شده را خنثی نماید.

### برنامه
بسته به فرمولاسیون دو تا سه دوز توصیه می‌شود. به‌طور معمول یک تا سه ماه باید بین دوزهای اول فاصله باشد، و بین پنج تا دوازده ماه قبل از دوز نهایی فاصله در نظر می‌گیرند. دوزهای اضافی هر سه تا پنج سال توصیه می‌شود.

## تاریخچه
اولین واکسن علیه TBE در سال ۱۹۳۷ در مغز موش آماده شد. حدود ۲۰ سال بعد واکسن TBE به دست آمده از کشت سلولی (فیبروبلاست جنین جوجه سلول) توسعه داده شد و برای واکسیناسیون فعال در انسان در اتحاد جماهیر شوروی سابق مورد استفاده قرار گرفت. بعدها، یک واکسن ویروس غیرفعال و خالص شده توسعه داده شد که ثابت شده‌است نسبت به واکسن‌های پیشین ایمنی زایی بالاتری دارد.